# Sherraine Schalm
Sherraine Schalm (Brooks, 21 giugno 1975) è una schermitrice canadese.

## Palmarès
In carriera ha conseguito i seguenti risultati:
- Mondiali di scherma

Lipsia 2005: bronzo nella spada individuale.
Adalia 2009: argento nella spada individuale.
- Giochi Panamericani:

Mar del Plata 1995: bronzo nella spada a squadre.
Winnipeg 1999: argento nella spada a squadre.
Santo Domingo 2003: argento nella spada individuale e bronzo a squadre.
Guadalajara 2011: argento nella spada a squadre.
- Coppa del Mondo di spada femminile 2006:

vincitrice di 5 tappe e della classifica finale